# 145th Street (stacja metra na Lenox Avenue Line)
145th Street – stacja metra nowojorskiego, na linii 3. Znajduje się w dzielnicy Manhattan, w Nowym Jorku i zlokalizowana jest pomiędzy stacjami Harlem – 148th Street i 135th Street. Została otwarta 23 listopada 1904.